# Alison Nicholas

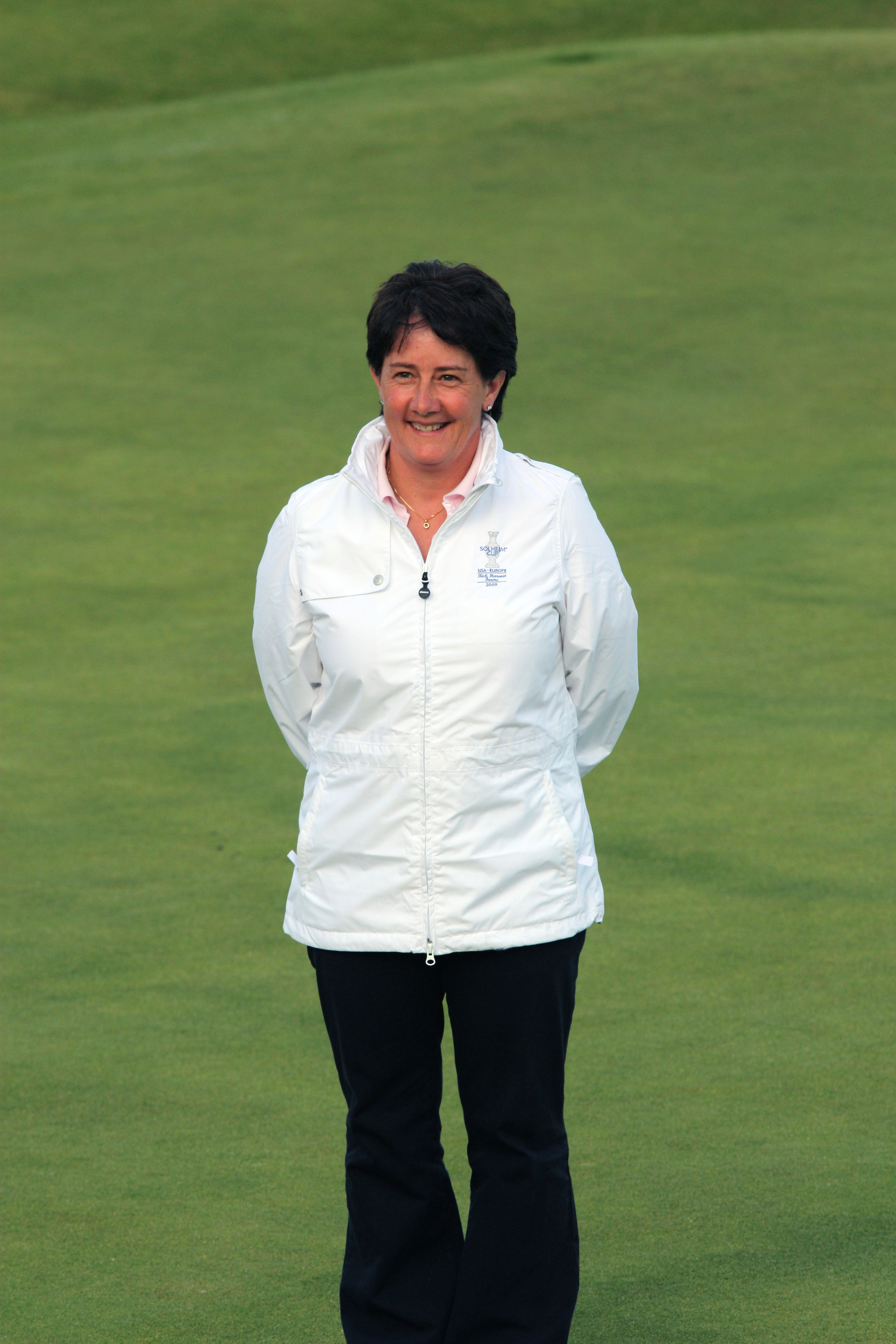
Alison Nicholas 2009

Alison Nicholas, född 6 mars 1962 i Gibraltar, är en brittisk golfspelare.
Nicholas blev professionell 1984 och samma år blev hon medlem på Ladies European Tour. Hon vann Weetabix Womens British Open 1987 då tävlingen endast betraktades som en major av Europatouren. Hennes första stora majorseger kom i 1997 års US Womens Open.
I maj 2005 hade Nicholas vunnit 15 tävlingar på Ladies European Tour. Hon blev etta i tourens penningliga 1997 och slutade bland de tio bästa 15 säsonger av 16 mellan 1985 och 2000. Hon har även vunnit fyra tävlingar på den amerikanska LPGA-touren inklusive US Womens Open. 1992 vann hon både Western Australian Open och Malaysian Open. 
Nicholas var medlem i det europeiska Solheim Cup-laget 1990, 1992, 1994, 1996, 1998 och 2000.

## Meriter

### Majorsegrar
- 1997 US Womens Open

### Proffssegrar
- 1987 Weetabix Women's British Open, Laing Charity Classic
- 1988 British Olivetti Tournament, Variety Club Charity Classic, James Capel Guernsey Open
- 1989 Lufthansa German Open, Gislaved Open, Qualitair Classic
- 1990 Variety Club Charity Classic
- 1992 Western Australian Open, Malaysian Open, AGF Open de Paris
- 1995 Payne & Gunter Scottish Open, LPGA Corning Classic, Ping AT&T Wireless LPGA Championshipimpact
- 1996 Guardian Irish Open
- 1999 Sunrise Hawaiian Open

### Amatörsegrar
- 1983 British Strokeplay Champion
- 1984 Yorkshire County Champion

### Utmärkelser
- 1991 Vivien Saunders Trophy för lägsta genomsnittsscore
- 1997 The Association of Golf Writers Trophy, Årets idrottskvinna i Sunday Times, Players Player of the Year, Årets personlighet i Evening Mail Sports, Årets personlighet i Midlands Sports
- 1998 MBE in Queen's Birthday Honours List
- 2002 Livstids medlemskap på Ladies European Tour